# Середня загальноосвітня школа-гімназія ім. М. Шашкевича
Середня загальноосвітня школа-гімназія імені Маркіяна Шашкевича — навчально-виховний комплекс (НВК) у с. Дуліби, Стрийського району, Львівської області.

## Історія школи

### Перша школа
Першу школу у с. Дуліби — невеличкий дерев'яний будиночок з двома класними кімнатами та квартирою для вчителя — побудовано 1840 року на місці, де стоїть основний корпус нинішньої школи. Тоді в школі навчалися діти різних національностей: українці, поляки, євреї, — зі сіл Дуліби та Грабовець. Спершу двокласна, а з 1855 — чотирикласна з навчанням української і польської мов: з 3-го класу вивчали й німецьку мову. Учителем школи був Романчук.
Коли в 1892 в селі Грабовець побудовано нову школу, діти німецької національності з Дуліб і Грабівців перейшли на навчання до неї, а інші — в місто Стрий.
Оскільки навчання не було обов'язкове, батьки, як правило, через бідність і темноту відмовлялися слати дітей у школу: у 1890 з половини села Дуліби школу відвідувало всього двоє дітей: Боженко Дмитро і Бабурко Теодозія.
Діти зазвичай ходили в школу бідно одягненими, зошитів не було, з навчального приладдя були «таблички» й «рисік». Рідко в учнів була ще читанка й підручник з арифметики.

### Школа імені Маркіяна Шашкевича
У 1911 на кошти громад двох сіл збудовано нове приміщення головного корпусу, яке на честь сторіччя від дня народження Маркіяна Шашкевича названо його іменем. Серед навчальних предметів були: українська, німецька, польська мови, та географія.
За Першої світової війни двоповерхове приміщення було понищено: залишилися тільки стіни. У роках 1910 — 1919  для навчання всіх 4-х класів у Дулібах орендували приміщення в громадян Олійника Івана, Баб'яка Андрія, Осташа Дмитра і в читальні «Просвіти»; у селі Грабовець у Корчака Стефана, Герві Адама і половину корчми. По війні в 1923 польський магістрат відбудував школу — і навчання продовжено. Першим директором школи був п. Захарів (1911—1926).
З 1927 року школа стала п'ятикласною, а в 1939 році її реорганізовано в семирічну. У ній навчалося учнів із 300, а в 1944 році — учнів 140. У 1953 році школа перейшла на восьмирічну, а вже в 1956 році відбувся перший випуск десятикласників: навчалося того ж року 519 учнів.
За радянської влади ім'я Маркіяна Шашкевича в школі не згадували, а пам'ятну таблицю з написом «Школа на Дуліби і Грабівці імені Маркіяна Шашкевича» заштукатурили. Давнішу назву школи відновлено лише у 1989 році, а 1990 року за рішенням № 345 Львівської обласної ради від 11 вересня 1990 року школі офіційно повернуто ім'я Маркіяна Шашкевича. У 1991 році широко відзначено в ній 180-ліття від дня народження Маркіяна Шашкевича та 80-ліття школи.

### НВК «Середня ЗОШ-гімназія»
У 2003 році школу реорганізовано за рішенням № 449 від 19 травня 2003 р. Львівської обласної державної адміністрації у навчально-виховний комплекс «Середня загальноосвітня школа-гімназія імені Маркіяна Шашкевича» з гуманітарним профілем: поглиблене вивчення іноземної (англійської мови), гуманітарних дисциплін.
У 2008 році НВК став переможцем конкурсу «Флагман сучасної освіти і науки України». 
У 2023/2024 навчальному році в школі-гімназії навчається 293 учні, працює 31 вчитель, функціонує 12 гуртків, секцій, товариств. На базі школи-гімназії відкрито філіали школи мистецтв.
У минулому директорами школи були:
- Мельничук Михайло Харитонович (1927—1947)
- Зелінський Юліан Амбросьович (1947—1951)
- Солохін Костянтин Павлович (1952—1954)
- Николишин Олександра Іванівна (1955—1957)

Пам'ятна дошка на фасаді школи до 180-річчя з дня народження М. Шашкевича

- Пронів Микола Юркович (1958—1993)

## Дирекція школи
- Кушпір Степанія Василівна — директор;
- Найчук Степан Степанович — заступник директора;
- Поляк Наталія Володимирівна — заступник директора.

## Випускники
- Боженко Ольга Миколаївна (нар. 1942) — доцент, кандидат економічних наук, Відмінник освіти України. Випускниця Українського поліграфічного інституту імені Івана Федорова. У 1991—2004 роках — декан факультету економіки і організації книжкової справи Української академії друкарства[1].
- Котів Богдан Миколайович (нар. 14 березня 1964) — лікар-хірург. Доктор медичних наук, професор. Від 1990 року працює у Військово-медичній академії імені С. М. Кірова у Санкт-Петербурзі: начальник клініки та кафедри шпитальної хірургії, водночас від 2013 року — заступник начальника Академії з навчальної та наукової роботи. Вивчає питання діагностики й оперативного лікування захворювань і травм органів грудної та черевної порожнин[2].
- Осташ Ігор Іванович — Надзвичайний і Повноважний Посол України в Канаді, народний депутат України трьох скликань, кандидат філологічних наук, засновник видавництва «Дуліби» в Канаді, автор багатьох наукових праць, екс-директор Міжнародної школи україністики Національної Академії наук України.